# Fundzusammenhang
Fundzusammenhang oder Assoziation ist ein Fachausdruck der Archäologie und der Paläontologie, der das Verhältnis zweier oder mehrerer Fundobjekte zueinander ausdrückt, die miteinander gefunden wurden. 

## Varianten
Bei Ausgrabungen wird systematisch auf jedes Detail und ganz besonders auf den Fundzusammenhang geachtet und dieser dokumentiert. Die Bedeutung eines Fundobjektes nimmt durch diese Assoziation mit anderen Funden zu, wobei der Fundzusammenhang die Interpretation der Funde erleichtert oder auch erst ermöglicht. Interpretiert werden die Fundobjekte dabei vor allem in Bezug auf die Datierung, die Einordnung in kulturhistorische Zusammenhänge und die Bestimmung des ursprünglichen Verwendungszwecks.
Bei einer sogenannten echten Assoziation steht fest, dass die Fundobjekte zur gleichen Zeit an einer Stelle deponiert wurden bzw. augenscheinlich in einem zeitlichen und kulturellen Zusammenhang stehen. Beispiele hierfür sind eine Einzelbestattungen mit Grabbeigaben, das Material innerhalb einer Zerstörungsschicht oder ein Depotfund.
Von einer offenen Assoziation wird gesprochen, wenn sich ein zeitlicher und kultureller Zusammenhang nur vermuten, nicht aber beweisen lässt.
In einem geschlossenen Fund sind alle einer Fundschicht zugehörigen Fundobjekte in echter Assoziation miteinander verbunden.